# ورانجا لوني
ورانجا لوني (بالبشتوية: وړانګه لوڼۍ)‏؛ (بالأردوية: وڑانگہ لونی)‏ هي ناشطة في مجال حقوق الإنسان، وكاتبة، وأحد قادة حركة بشتون تحفظ. وهي أيضًا عضو مؤسس في حركة واك، والتي تهدف إلى نشر الوعي السياسي بين نساء البشتون في باكستان وأفغانستان.

## نشاطها الاجتماعي
انضمت إلى حركة حركة بشتون تحفظ في فبراير 2018 مع شقيقها الأكبر أرمان لوني. وشاركت في تنظيم التجمعات العامة والاعتصامات الخاصة بالحركة، في 2 فبراير 2019 بعد مشاركتها مع شقيقها في اعتصام احتجاجي خارج نادي الصحافة، قُتل شقيقها من قبل الشرطة، ورفضت الشرطة تقديم منطقة معلومات أخرى، وانتقدت ذلك شيرين مازاري وزيرة حقوق الإنسان في باكستان.
في 9 فبراير 2020 في الذكرى السنوية الأولى لوفاة أرمان لوني اعتقلت قوات الأمن ورانجا لوني وبعض نشطاء الحركة أثناء توجههم إلى موقع التجمع. إلا أن قوات الأمن أفرجت عنهم عندما تجمع نشطاء سياسيون خارج مركز الشرطة للاحتجاج.